# Homothallie
Homothallie komt voor bij schimmels. Homothallische schimmels kunnen zich geslachtelijk voortplanten met dezelfde soort schimmeldraden. Het mycelium vormt verschillende cellen met mannelijke en vrouwelijke voortplantingsorganen en zo kan zelfbevruchting plaatsvinden.
Voorbeelden zijn de ascomyceten Fusarium graminearum en verscheidene Aspergillus-soorten, zoals Aspergillus nidulans. Ongeveer 64% van de 250 bekende Aspergillus-soorten zijn homothallisch.

## Korstmossen

Homologe recombinatie tijdens de meiose.

Een korstmos is een symbiosevorm tussen een mycobiont: een schimmel en een fycobiont: een fotosynthetisch organisme dat een blauwwier (Cyanobacteria) of een alg is. Korstmossen komen in zeer extreme milieus voor, zoals toendra's, woestijnen, op rotsen aan de kust en slakhopen. De schimmels in de korstmossen Graphis scripta en Ochrolechia parella zijn homothallisch, en er wordt geopperd dat dit een voordeel heeft in extreme groeimilieus. Het voordeel zou zijn dat onder deze omstandigheden, waarbij DNA-schade relatief vaak optreedt, deze schade in de meiose beter met homologe recombinatie en crossing-over hersteld wordt.